# Lambert Šmíd
Lambert Šmíd (* 9. August 1968 in Brünn, Tschechoslowakei) ist ein ehemaliger tschechischer Fußballspieler auf der Position eines Mittelfeldspielers.

## Karriere
Šmíd spielte in seiner Jugend für FC Zbrojovka Brno, in der Spielzeit 1986/87 schaffte er den Sprung in die erste Mannschaft, in einem Ligaspiel wurde er allerdings nicht eingesetzt. In der ersten tschechoslowakischen Liga debütierte der Mittelfeldspieler in der Folgesaison 1987/88 schon als Spieler von Dukla Prag. Die zweite Hälfte seiner Wehrdienstzeit spielte Šmíd für RH Cheb. Anschließend kehrte Šmíd nach Brünn zurück, wo er nunmehr einen Stammplatz besaß. Im Januar 1991 wechselte er zum Spitzenklub Sparta Prag, wo er sich aber nicht durchsetzen konnte und ohne Ligaeinsatz blieb. Zur Saison 1991/92 wurde Šmíd vom FC Vítkovice verpflichtet, nach einem halben Jahr wechselte er erneut den Verein und schloss sich dem damaligen Zweitligisten Gera Drnovice an. Anfang 1993 kehrte der Mittelfeldakteur ein zweites Mal in seine Geburtsstadt zurück.
Zur Saison 1995/96 ging der Tscheche in die belgische Liga zum SK Beveren. Gleich in seiner ersten Auslandssaison stieg sein Klub ab, stieg aber 1996/97 umgehend wieder auf. Nach sechs Jahren in Beveren wechselte Šmíd Mitte 2001 zum Ligakonkurrenten RWD Molenbeek. Als dem Klub im August 2002 die Lizenz entzogen wurde, entschloss sich Šmíd zur Rückkehr in seine Heimat und schloss sich dem Zweitligisten FC Roubina Dolní Kounice an. Nach sechs Monaten stand für Dolní Kounice der letzte Platz zu Buchev, Šmíd ging in die vierte Liga zum FC Dosta Bystrc-Kníničky aus seiner Heimatstadt Brünn. Im Januar 2007 schloss er sich dem Amateurverein Palavan Bavory an. Danach wechselte Šmíd nach Österreich, wo er die Mannschaft des Scu Poysbrunn/Falkenstein verstärkte. Nach einer Saison kehrte er nach Bavory zurück.